# Lijst van Luxemburgse films

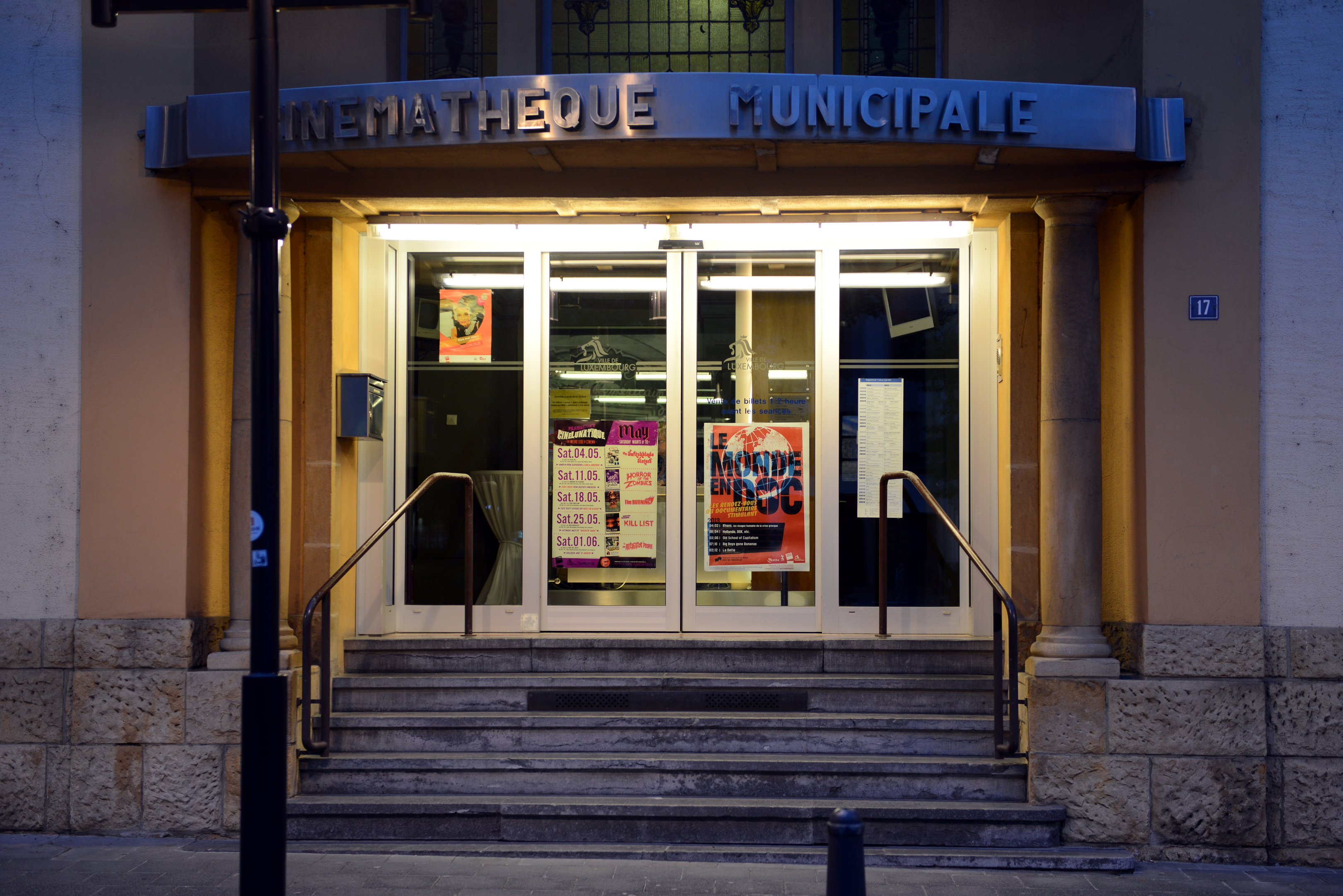
Cinémathèque Municipale Luxembourg

De Luxemburgse filmindustrie is een vrij kleine industrie, hetgeen niet verwonderlijk is, aangezien Luxemburg slechts 400.000 inwoners telt.

## 1900 tot 1999
- Il est un petit pays (1937, LU)
- Les Sept Péchés capitaux (1952, FR, LU, Louis de Funès, ook wel: De zeven hoofdzonden)
- Massacre pour une orgie (1966, LU)
- Salut les copines (1967, LU)
- Mon nom est femme (1968, LU)
- Sexyrella (1968, LU)
- More (1969, LU)
- Pano ne passera pas (1969, LU)
- L'amour, oui! Mais… (1970, FR, LU)
- Pierre Molinier, 7 rue des Faussets (1976, LU)
- Ces sacrées anglaises (1977, LU)
- Blut in der Spur (1979, LU)
- Wat huet e gesot? (1981, LU)
- When the Music's Over (1981, LU)
- Congé fir e Mord (1983, LU)
- Die schwarze Suppe der Spartaner (1983, LU)
- Die Frau ohne Körper und der Projektionist (1984, LU)
- E Fall fir sech (1984, LU)
- Déi zwéi vum Bierg (1985, LU)
- Istanbul (1985, BE, DE, LU)
- Gwyncilla, Legend of Dark Ages (1986, LU)
- Die Reise das Land (1986, LU)
- Bernadette (1988, LU)
- Somewhere in Europe (1988, LU)
- Troublemaker (1988, LU)
- Expo 150 - De film (1989, LU)
- De falschen Hond (1989, LU)
- Mumm Sweet Mumm (1989, LU)
- Terre rouge (1989, LU)
- A Wopbobaloobop a Lopbamboom (1989, DE, LU)
- Schacko Klak (1990, LU)
- Le chameau blanc (1991, LU, tv-film)
- Sherlock Holmes and the Leading Lady (1991, LU, tv-film)
- Dammentour (1992, LU)
- Elenya (1992, LU)
- Hochzäitsnuecht (1992, LU)
- Incident at Victoria Falls (1992, LU, tv-film)
- Je pense à vous (1992, LU)
- E Liewe laang (1992, LU)
- Le pont rouge (1992, LU)
- Retrato de Família (1992, LU)
- Abracadabra (1993, LU)
- Anna - annA (1993, LU)
- Le fils du requin (1993, LU)
- The Hound of London (1993, LU, tv-film)
- Les marchands du silence (1993, LU, tv-film)
- Three Shake-a-leg-steps to Heaven (1993, BE, DE, LU)
- Udo Kier - From A to A (1993, LU, tv-film)
- Lie Down with Lions (1994, LU, tv-film)
- Sniper (1994, LU)
- Edward J. Steichen (1995, LU)
- Luc et Marie (1995, LU)
- Utopie d'un homme fatigué (1995, LU)
- Biouel (1996, LU)
- La freccia azzurra (1996, LU, animatie)
- Letters Unsent (1996, LU)
- Mécanomagie (1996, LU, animatie)
- On Dangerous Ground (1996, LU)
- La Promesse (1996, BE, FR, LU)
- Return to Treasure Island (1996, LU, tv-film)
- Roger (1996, LU)
- Salut cousin! (1996, LU)
- The Way to Dusty Death (1996, LU)
- Back in Trouble (1997, DE, LU)
- Benjamin Blümchen - Seine schönsten Abenteuer (1997, LU, animatie)
- Black Dju (1997, LU)
- La Cour des Miracles (1997, LU)
- Elles (1997, LU)
- Lorenz im Land der Lügner (1997, LU)
- Midnight Man (1997, LU, tv-film)
- Sub Down (1997, LU, video)
- Call Her Madam (1998, LU, video)
- Le Club des Chômeurs (1998, LU)
- L'École de la chair (1998, LU)
- Kirikou et la sorcière (1998, LU, animatie)
- Max et Bobo (1998, LU)
- Nightworld: 30 Years to Life (1998, LU, tv-film)
- Nightworld: Lost Souls (1998, LU, tv-film)
- Le plaisir (1998, LU, ook wel: Le plaisir (et ses petits tracas))
- Portrait d'artiste: Charles Kohl (1998, LU)
- Riddler's Moon (1998, LU, tv-film)
- Le serpent a mangé la grenouille (1998, LU)
- Tale of the Mummy (1998, LU)
- Anne Frank's Diary (1999, LU)
- Fragile (1999, LU, animatie)
- Les gens qui s'aiment (1999, LU)
- Homa kai nero (1999, LU, ook wel: Earth and water)
- Jaime (1999, LU)
- On ferme! (1999, LU)
- Quatrième palier (1999, LU)

## 2000 tot heden
- Christie Malry's Own Double-Entry (2000, LU)
- La chambre obscure (2000, LU)
- Du poil sous les roses (2000, LU)
- Nebel (2000, LU)
- Pourquoi se marier le jour de la fin du monde? (2000, LU)
- Ya Rayah (2000, LU)
- Babysitting (2001, LU)
- Le bal des pantins (2001, LU)
- Ech war am Congo (2001, LU, video)
- Erè mèla mèla (2001, LU)
- The Enemy (2001, LU)
- Histoire(s) de jeunesse(s) (2001, LU, video)
- Ice Cream Sundae (2001, LU)
- Lourdes (2001, LU, ook wel: Bernadette von Lourdes)
- The Lost Battalion (2001, LU, tv-film)
- The Musketeer (2001, FR, LU, UK, USA, boekverfilming)
- Les perdants n'écrivent pas l'histoire (2001, LU, video)
- Planet RTL (2001, LU, video)
- The Point Men (2001, LU, USA)
- Rendolepsis (2001, LU)
- Superstition (2001, LU)
- Chrysalis (2002, LU)
- Confessions of an Ugly Stepsister (2002, CA, LU, tv-film)
- Corto Maltese: La cour secrète des Arcanes (2002, LU, animatie)
- Extreme Ops (2002, LU)
- FeardotCom (2002, DE, LU, UK, USA)
- Un honnête commerçant (2002, LU)
- If Not, Why Not? (2002, LU, tv-film)
- Moonlight (2002, LU)
- Nha fala (2002, LU, musical, ook wel: My voice)
- Petites misères (2002, LU)
- Une part du ciel (2002, LU)
- Tristan et Iseut (2002, LU, animatie)
- Verrouillage central (2002, LU)
- Villa des Roses (2002, BE, LU)
- Your Chicken Died of Hunger (2002, LU)
- L'acqua... il fuoco (2003, LU)
- Le club des chômeurs (2003, LU)
- Duell (2003, LU)
- The Emperor's Wife (2003, LU)
- Fast Film (2003, LU, animatie)
- Les feux follets (2003, LU)
- Globi und der Schattenräuber (2003, LU, animatie)
- L'homme au cigare (2003, LU)
- Im Anfang war der Blick (2003, LU)
- J'ai toujours voulu être une sainte (2003, LU)
- La revanche (2003, LU)
- Rencontre avec le dragon (2003, LU)
- The Ride (2003, LU)
- Le tango des Rashevski (2003, LU)
- Tempo (2003, LU)
- Le ventre de Juliette (2003, LU)
- W (2003, LU)
- 31 Min. (2004, LU)
- Autobahnraser (2004, LU)
- L'arbre magique (2004, LU)
- Calvaire (2004, BE, FR, LU)
- Caught in the Act (2004, LU)
- Edelweisspiraten (2004, LU)
- Elégant (2004, LU)
- Eros (2004, HK, IT, LU, USA)
- La femme de Gilles (2004, LU)
- A Good Woman (2004, LU)
- George and the Dragon (2004, LU, USA)
- Heim ins Reich - Wéi Lëtzebuerg sollt preisesch ginn (2004, LU)
- Hurensohn (2004, LU, ook wel: The whores son)
- Isegrim & Reineke (2004, LU, animatie, tv-film)
- The Lodge (2004, LU)
- Madame Edouard (2004, LU)
- Der neunte Tag (2004, LU)
- PiperMint... das Leben möglicherweise (2004, LU)
- René Deltgen - Der sanfte Rebell (2004, LU, tv-film)
- Schmol (2004, LU)
- Secret Passage (2004, LU)
- T'choupi (2004, LU, animatie)
- Tempesta (2004, ES, IT, LU, NL, UK, USA)
- Visions of Europe (2004, LU)
- Belhorizon (2005, LU)
- Bracia (2005, LU)
- Brudermord (2005, LU, ook wel: Fratricide)
- Butterflies (2005, LU)
- Bye Bye Blackbird (2005, LU)
- The Headsman (2005, LU, ook wel: Shadow of the Sword)
- Masz na imie Justine (2005, LU)
- Match Point (2005, LU, UK, USA)
- Miss Montigny (2005, LU)
- Mondo veneziano (2005, LU)
- Le roman de Renart (2005, LU, animatie)
- Rag Tale (2005, LU)
- Something About Pizza (2005, LU)
- Starfly (2005, LU)
- The Tell Tale Heart (2005, LU, animatie)
- Three (2005, LU, ook wel: Survival Island)
- Tour de force (2005, LU)
- Tour de Force in Russia with the World's Strongest Man (2005, LU)
- Une vie de rêve (2005, LU)
- Zombie Film (2005, LU)
- Comme tout le Monde (2006, BE, LU)
- Comme t'y es belle! (2006, LU)
- Deepfrozen (2006, LU)
- Elegant (2006, LU)
- In a Dark Place (2006, LU)
- IvoEva (2006, LU)
- La jungle (2006, LU)
- Lapislazuli - Im Auge des Bären (2006, LU)
- Minotaur (2006, ES, DE, FR, LU, UK, USA)
- No Star (2006, LU)
- Nue propriété (2006, LU)
- The Nebula Dawn (2006, LU)
- Perl oder Pica (2006, LU, ook wel: Pol 62)
- The Plot Spoiler (2006, LU)
- Renaissance (2006, LU, animatie)
- Rescue Dawn (2006, LU, USA)
- She.He.It (2006, LU, video)
- Terre promise (2006, LU)
- The Thief Lord (2006, LU)
- Who's Quentin? (2006, LU)
- L'amour caché (2007, LU)
- Boarding Gate (2007, LU)
- Cold Waves (2007, LU)
- Derrière la tête (2007, LU)
- Entrée d'artistes (2007, LU)
- Flawless (2007, LU)
- Freigesprochen (2007, LU)
- Les fourmis rouges (2007, LU)
- Irina Palm (2007, LU)
- J'aurais voulu être un danseur (2007, LU, musical)
- Josh (2007, LU)
- Lilacs (2007, LU)
- Lumen (2007, LU)
- Luxemburg, USA (2007, LU)
- The Murder of Princess Diana (2007, LU, tv-film)
- Nuits d'Arabie (2007, LU)
- Plein d'essence (2007, LU)
- Psyclist (2007, LU)
- Retour à Gorée (2007, LU)
- Das Sein und das Nichts (2007, LU, animatie)
- Save Angel Hope (2007, LU)
- Über Wasser: Menschen und gelbe Kanister (2007, LU)
- Virgin Territory (2007, FR, IT, LU, UK, USA, ook wel: Chasing Temptation)
- Weisse Lilien (2007, LU)
- Chasseurs de dragons (2008, LU, animatie, ook wel: Dragon Hunters)
- Les dents de la nuit (2008, BE, FR, LU)
- En compagnie de la poussière (2008, LU)
- Les enfants de Timpelbach (2008, LU)
- Grim (2008, LU)
- Harry and Al (2008, LU)
- Inthierryview (2008, LU)
- JCVD (2008, BE, FR, LU, JCVD betekent Jean-Claude Van Damme)
- Léif Lëtzebuerger (2008, LU)
- Luftbusiness (2008, LU)
- Nunta muta (2008, LU)
- Senteurs (2008, LU)
- Sunny's Time Now (2008, LU)
- Tausend Ozeane (2008, LU)
- Universalove (2008, LU, musical)
- Vault (2008, LU)
- Weilerbach (2008, LU)
- You for Me (2008, LU)
- Bonobo (2009, LU)
- Contact High (2009, LU)
- Un café pour l'Amérique (2009, LU)
- ...Dawning (2009, LU)
- Diamant 13 (2009, LU)
- Dust (2009, LU)
- La différence, c'est que c'est pas pareil (2009, LU)
- Der Fürsorger (2009, LU)
- House of Boys (2009, LU, musical)
- Humains (2009, LU)
- Lingo Vino (2009, LU)
- Ne te retourne pas (2009, LU, ook wel: Don't look back)
- Nunta in Basarabia (2009, LU)
- Paniek in het dorp (2009, BE, FR, LU, UK, animatie, ook wel: Panique au village)
- Pido perdòn (2009, LU)
- La régate (2009, LU)
- Räuberinnen (2009, LU)
- Réfractaire (2009, LU)
- Reste Bien, Mec! (2009, LU)
- Routine (2009, LU)
- Time for New Heroes (2009, LU)
- Tour of Duty (2009, LU)
- Le vieil homme dans le brouillard (2009, LU, animatie)
- Verso (2009, LU)
- X on a Map (2009, LU)
- Allez raconte! (2010, LU)
- Alter Ego (2010, LU)
- Because I Am Hungry (2010, LU, animatie)
- Cargo, les hommes perdus. (2010, LU)
- The Cod Game (2010, LU)
- Dernier étage gauche gauche (2010, LU)
- La dernière fugue (2010, LU)
- Emil (2010, LU)
- La fameuse route... (2010, LU)
- Illégal (2010, BE, LU)
- Mano de Dios (2010, LU)
- Mir wëllen net bleiwen (2010, LU)
- Nous trois (2010, LU)
- Ons Identitéit - Mir hunn se fonnt (2010, LU)
- La petite chambre (2010, LU)
- Perfect Life (2010, LU)
- QC Notorious (2010, LU)
- Quartier lointain (2010, LU)
- The Runway (2010, LU)
- Sans queue ni tête (2010, LU, ook wel: Special Treatment)
- Schockela Knätschgummi a brong Puppelcher (2010, LU)
- Trouble No More (2010, LU)
- Avant l'aube (2011, LU)
- De Bauereblues (2011, LU)
- Cabralista (2011, LU)
- Carré blanc (2011, LU)
- Double Saut (2011, LU)
- Elle ne pleure pas, elle chante (2011, LU)
- Garden Stories (2011, LU)
- Germaine Damar - Der tanzende Stern (2011, LU, tv-film)
- High/Low (2011, LU)
- Hot Hot Hot (2011, LU)
- Hysteria (2011, LU)
- The Hunters (2011, LU, video)
- Imparfait du subjectif (2011, LU)
- Laaf (2011, LU)
- Mein bester Feind (2011, LU)
- Nuit blanche (2011, LU)
- L'orchidée (2011, LU)
- Le Pere, le Fils... et Anna (2011, LU)
- The Prodigies (2011, LU, animatie)
- The Road Uphill (2011, LU)
- Der Solist (2011, LU)
- Strangers in the Night (2011, LU)
- Summer Shadows (2011, LU)
- Tabu - Es ist die Seele ein Fremdes auf Erden (2011, LU)
- Valparaiso (2011, LU, tv-film)
- De Superjhemp retörns (2018, LU, BE)

## Lijst van buitenlandse films gemaakt in Luxemburg

### Canada
- Falling Through (2000, CA, LU)

### Frankrijk
- Une liaison pornographique (1999, FR, LU, ook wel: An affair of love)

### Verenigd Koninkrijk
- 8½ Women (1999, DE, LU, NL, UK)
- Dog Soldiers (2002, LU, UK)

### Verenigde Staten
- The Diva of Mars (1980, LU, USA)
- A House in the Hills (1993, LU, USA)
- An American Werewolf in Paris (1997, LU, USA)
- The First 9½ Weeks (1998, LU, USA)
- The New Adventures of Pinocchio (1999, LU, USA)
- New World Disorder (1999, LU, USA)
- Wing Commander (1999, LU, USA)
- Fortress 2 (2000, LU, USA)
- CQ (2001, LU, USA)
- Shadow of the Vampire (2001, LU, UK, USA)
- Girl with a Pearl Earring (2003, LU, UK, USA, boekverfilming)
- The Merchant of Venice (2004, LU, USA)
- Retrograde (2004, LU, USA)

België · Denemarken · Duitsland · Finland · Frankrijk · Griekenland · Haïti · India · Italië · Luxemburg · Madagaskar · Nederland · Noorwegen · Oostenrijk · Polen · Portugal · Roemenië · Spanje · Tsjechië · Turkije · Zweden · Zwitserland